# Lordomyrma epinotalis
Lordomyrma epinotalis é uma espécie de formiga do gênero Lordomyrma, pertencente à subfamília Myrmicinae.